# Austerity
Il termine austerity (lett. "austerità") indica un periodo della storia a cavallo tra il 1973 ed il 1974, durante il quale molti governi dei Paesi occidentali furono costretti ad emanare disposizioni volte al drastico contenimento del consumo energetico, in seguito alla crisi petrolifera del 1973.

## Cause scatenanti
Alcuni fattori politico-economici internazionali che determinarono la crisi furono:
- l'aumento dei costi di trasporto petrolifero dipendente dalla chiusura del Canale di Suez, diventato impraticabile date le guerre arabo-israeliane tra il 1967 ed il 1973. Le petroliere dovevano circumnavigare il continente africano;
- l'aumento delle royalty dei paesi mediorientali produttori di greggio;[1]
- l'embargo petrolifero da questi a danno di Europa e USA, alleati di Israele, a seguito della sconfitta egiziana, dopo l'attacco allo Stato ebraico nell'ottobre 1973, meglio noto come la Guerra dello Yom Kippur.[1][2]

## Effetti e conseguenze nel mondo
Un rapporto del Fondo Monetario Internazionale del 2022 (Ortiz e Cummins, 2022) prevede che entro la fine del 2023 143 paesi, pari all'85% della popolazione mondiale, sarebbero stati oggetto di politiche di austerity.

### Italia

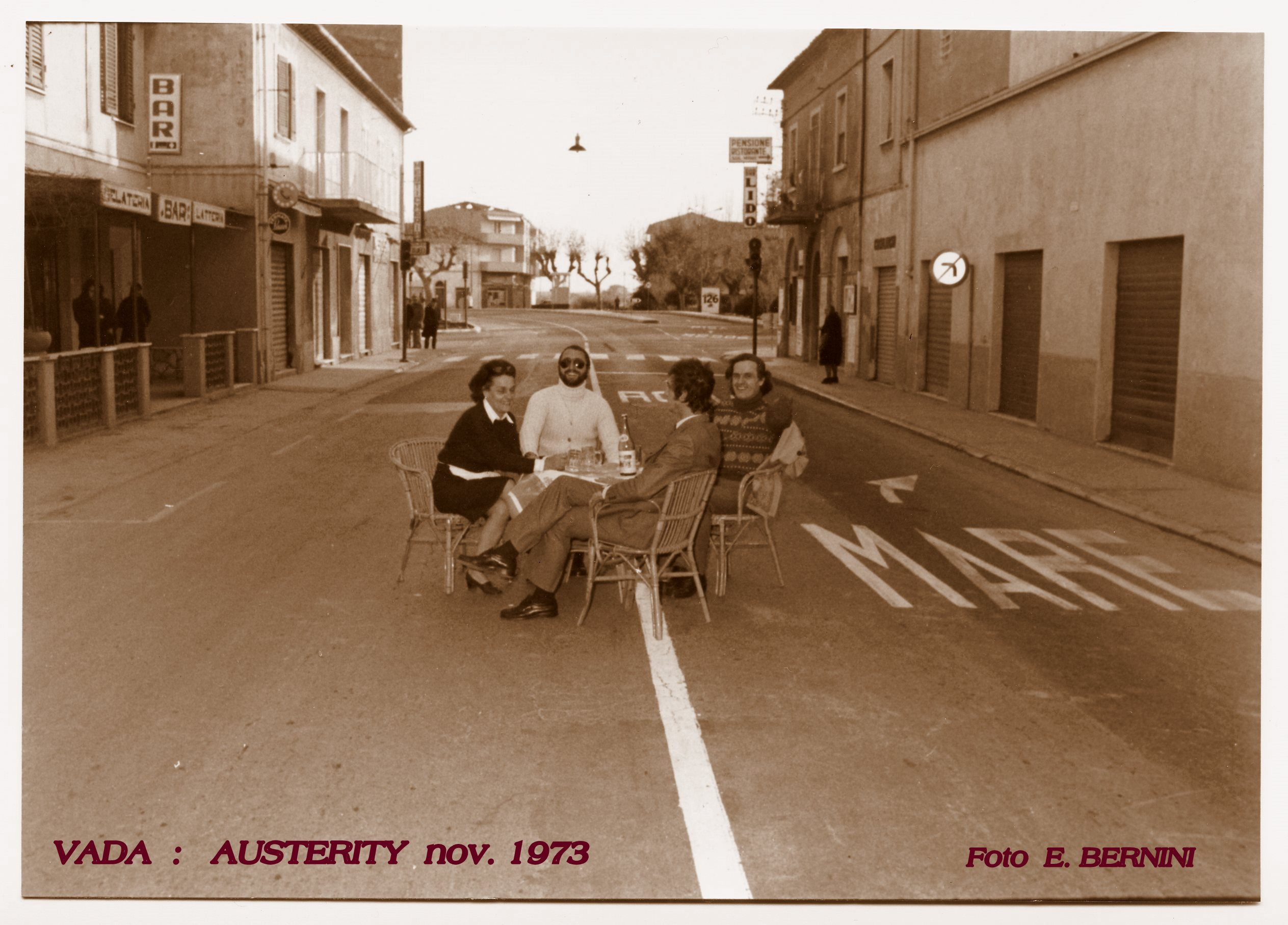
Austerity a Vada (Rosignano Marittimo), 1973: un bar improvvisa un servizio al tavolo in mezzo alla strada, data l'assenza di traffico dettata dal divieto di circolazione dei mezzi.

Dal 2 dicembre 1973 venne imposto il divieto di circolazione nei giorni festivi dei mezzi privati, pena pesanti sanzioni amministrative fino ad un milione di lire. Per gli spostamenti domenicali i cittadini ripiegarono sul trasporto pubblico, bus turistici e sull'uso della bicicletta. Furono bandite le insegne luminose animate e di grandi dimensioni. Il telegiornale della sera del Primo Canale Rai, che dal 1976 diventerà il TG1, fu definitivamente anticipato alle ore 20:00, orario che conserva tuttora. I cinema chiusero alle 22:00, mentre le trasmissioni televisive della Rai terminavano alle 22:45.
Il programma di austerità fu discusso e approvato durante il Consiglio dei ministri convocato il 22 novembre 1973, che si protrasse fino a tarda notte.
Le misure varate, immediatamente esecutive, ebbero un impatto tangibile sul modo di vita degli Italiani. Compresero un forte aumento del prezzo dei carburanti, l'obbligo di ridurre la pubblica illuminazione del 40% e di tenere spente insegne e scritte pubblicitarie. Bar e ristoranti dovettero chiudere entro la mezzanotte, mentre ai locali di pubblico spettacolo venne imposta la chiusura entro le ore 23:00, orario in cui chiusero anche le trasmissioni televisive. La velocità sulle strade venne limitata a 100 km/h sulle strade extraurbane e 120 km/h sulle autostrade.
La disposizione di maggior impatto fu il divieto di circolazione nei giorni festivi dei mezzi motorizzati, velivoli e natanti compresi. Furono escluse dal divieto le automobili del corpo diplomatico e i mezzi di trasporto pubblico. Altre deroghe previste riguardarono i veicoli del soccorso sanitario, delle forze armate e di polizia, dei pompieri, dei medici e veterinari, dei servizi postali, dei distributori di stampa quotidiana e dei sacerdoti, questi ultimi solo all'interno del territorio comunale di residenza.
All'uopo, venne istituita una speciale contravvenzione per i trasgressori al divieto di circolazione festivo che prevedeva la multa da lire 100 000 a 1 000 000, cifra assai ingente, oltre all'immediato sequestro del veicolo.
Per sottolineare la severità della norma, il 23 novembre venne diramata una circolare del ministero dei Trasporti a tutti i corpi di polizia che precisava come fossero assoggettate al divieto anche le automobili delle massime autorità, comprese quelle dei ministri e persino del Presidente della Repubblica. Queste autorità, in caso di indifferibili necessità di servizio nei giorni festivi, potevano muoversi solo su mezzi del trasporto pubblico o dotati di targa militare.
Dall'aprile del 1974 si allentarono le misure con l'autorizzazione domenicale del traffico privato a targhe alterne, pari e dispari. Il provvedimento ebbe efficacia ridotta rispetto alle previsioni, anche perché molte famiglie disponevano di una seconda vettura. Le misure di restrizione del traffico privato saranno abolite di fatto nel giugno 1974, e formalmente abrogate dal Codice della strada del 1992.
Venne varata una campagna per la sensibilizzazione dei cittadini all'impiego di isolanti per coibentare le abitazioni e di termostati, con limiti di temperatura e di periodi di accensione degli impianti di riscaldamento.
La crisi sensibilizzò il pubblico sull'eventualità non troppo remota dell'esaurimento delle risorse energetiche, al punto da immaginare un ritorno alla civiltà preindustriale, stimolando la fantasia di scrittori e cineasti come testimoniato dalla commedia erotica Conviene far bene l'amore, di Pasquale Festa Campanile, interpretata da Gigi Proietti e Christian De Sica.

### Stati Uniti d'America
Negli Stati Uniti i provvedimenti per l'Austerity riguardarono anche le competizioni sportive. Ad esempio la 200 Miglia di Daytona del 1974, vinta da Giacomo Agostini, si disputò sulla distanza ridotta a 180 miglia.